# 风篷岭汉墓
风篷岭汉墓位于湖南省长沙市望城区星城镇银星村风蓬岭，于2005年12月被发现，至今依然在发掘中。古墓已经确认为一名刘姓长沙王王后的墓葬，虽被盗却依然出土了金缕玉衣残片、金饼、青铜器、玉器、漆器等文物。

## 发现
2005年12月8日，长沙市望城县风篷岭在施工时发现有墓葬遗迹。长沙市文物考古研究所和望城县文物管理所组织专家在调查勘探后认为这是一座汉代大型竖穴土坑墓。而有意思的是，当地有一个号称“半仙”的风水先生早在几十年前就声称当地有一个王墓，但一直没有人相信他。
3月10日，风篷岭一号墓正式开始发掘。发掘时间长达7个月。10月12日，考古工作者向公众展示了出土文物。
由于此墓附近还可能存在其他墓葬，也就是说风蓬岭汉墓有汉墓群的可能，因此该墓被命名为风篷岭一号墓。长沙市政法频道对墓葬的发掘工作进行了长期摄制，成为记录该墓发掘的重要资料，并将出土过程全部对公众播放。

## 规模
从墓内的“黄肠题凑”的格局来看，该汉墓的丧葬规格为帝王级，也就是说要高于马王堆汉墓的侯级。墓坑呈现一个“中”字，全长30.3米。墓道长10.7米、宽5.6米，墓室长19.6米、宽14.8米。整个墓葬被巨大的方木分隔为3列9室。根据每个部分不同的出土文物来看，可发现每个单独的室有其单独的功能，主要有车马库、乐器库、粮库、厨房、钱币库、武器库、厕间等，与一般王侯所采用的回廊式墓葬有明显区别，也是首次发现该类形式的王侯级墓葬。在墓道的后端和后室有两个盗洞，洞里出土有青铜鎏金羊镇、贴金箔玉佩、青瓷碗、青瓷双唇坛等文物。考古专家推测该墓在隋唐时期被盗。

## 墓主身份
在此墓发现之时，有众多谜团没有解答。最关键的是墓主身份。由于长沙的汉代王族墓地一般集中在长沙杨家山和长沙咸家湖两地，而此次墓葬却在望城区的湘江西岸，因此在发掘前，该墓是否为王族墓葬存在疑问。而根据墓中的“黄肠题凑”等墓葬风格，以及出土文物可以判定，墓主的身份是刘姓长沙王的一位王后。而具体是哪一位王后，还暂时没有定论。

## 一号墓出土文物
墓葬虽然被盗，但依然出土了许多稀罕的文物。
- 金缕玉衣残片

这是在长江以南地区首次出土残存的错金玉片以及大量金线，证实了墓主享受了汉代帝王级的丧葬规格。金缕玉衣即玉衣，實為汉朝最高规格的丧葬殓服，在长江以北的地区出土过八次，而长江以南地区仅在衡阳曾出土过一件丝缕玉衣。根据严格的汉朝制度，金缕玉衣只有皇帝能够使用，而在汉朝各地诸侯王墓中，却已经多次发现。
- 金饼

墓葬共出土了19枚金饼，每枚直径6厘米，重约半斤（约250克），上刻有“V”字图案。根据考古学家介绍，金饼是一种货币，也显示了当时王族的富贵。
- 青铜器

墓葬共出土青铜器30余件，其中一座高45厘米的青铜钟和一座铭文铜灯属于精美之物。铭文铜灯的圈足边缘部刻有“铜高二尺重廿二斤七两长沙元年造”的字样，也证实了长沙国拥有自己的年号。
- 漆器

由于墓葬被水所浸泡，大部分漆器已经腐烂，只剩下漆皮残存。在保存完好的几十件漆器中，一漆耳杯上有“长沙王后家杯”和“张姬”的字样。一些漆器采用了铜扣（在器物口扣上铜圈）、平脱金饰（在漆器上贴金）等工艺。根据墓中出土的五铢钱以及该漆器的文字，考古专家判断墓葬主人是西汉中晚期刘姓长沙王的王后。
- 玉器

出土了直径分别为28.3厘米和17.4厘米的两块玉璧，长18.5厘米的一块玉珪。玉珪是汉朝时丧葬仪式中重要的礼仪用器，这也是第一次在湖南省出土。